# Ordrupbanen
Ordrupbanen var en cykelbane i Ordrup ved København. Banen byggedes på Ejgaardens jorder i Gentofte Kommune 1888 og blev nedlagt 2000.
Ordrupbanen havde sin storhedstid i årene frem til anden verdenskrig med danske verdensstjerner som Thorvald Ellegaard og Willy Falck Hansen som gang på gang trak fulde huse til Ordrupbanen. De gode cykelløb, ofte flere gange om ugen, de tidligere meget store præmiebeløb, gode rytterforhold, samt mange tilskuere bevirkede at alle de store internationale navne absolut ville køre løb på Ordrupbanen. Dengang hang tilskuerne på tagene rundt om banen, hvor der snildt kom op til 16.000 tilskuere. Efter krigen var det ryttere som Kay Werner og Palle Lykke der fik stor publikumsappeal.
Det første totalisator-løb statede 19. august 1888, men banens bestyrelse suspenderede spillet 20. januar 1988 og det kom aldrig siden i gang.
I 1896, 1903, 1909, 1914, 1921, 1931, 1949 og 1956 kørtes VM i banecykling på Ordrupbanen.

## Historie
Den første bane havde premiere 29. juli 1888. Det var en 333 1/3 m lang sandbane uden hævede sving. 
Den anden bane blev i 1893 en 333 1/3 m cementbane med let hævede sving.
Den tredje bane blev efter en stor renovering i 1903 til en 370 m cementbane med 40 graders sving. Banen var 9 m bred.
Den fjerde bane med ny cement var klar 10. maj 1987. Den nye bane var 1,80 m kortere (368,20 m). På grund af renoveringen blev der ikke kørt på Ordrupbanen i 1986.
1930-31 opførte Henning Hansen en 110 m lang siddetribune mod Brannersvej. I 1935 tilkom et nyt dommertårn samt kabinehuset. Kabinehuset erstattede det runde rytterhus fra 1895, som havde fungeret i fyrre år.
Afslutningsløbet 3. september 2000 var afslutningen på Dansk Bicycle Club's 120 årige historie på Ordrupbanen. Banen var da verdens ældste eksisterende cykelbane. Salget af den gamle bane indbragte Dansk Bicycle Club 18 millioner kroner. Disse penge blev benyttet til at bygge cykelarenaen i Ballerup. Området hvor Ordrupbanen lå, er i dag bebygget med boliger, og en ny æra er startet med bygningen af Ballerup Super Arena.